# Paracheilinus
A Paracheilinus a sugarasúszójú halak (Actinopterygii) osztályába a sügéralakúak (Perciformes) rendjébe és az ajakoshalfélék családjába tartozó nem.

## Rendszerezés
A nembe az alábbi 18 faj tartozik:
- Paracheilinus angulatus
- Paracheilinus attenuatus
- Paracheilinus bellae
- Paracheilinus carpenteri
- Paracheilinus cyaneus
- Paracheilinus dispilus
- Paracheilinus filamentosus
- Paracheilinus flavianalis
- Paracheilinus hemitaeniatus
- Paracheilinus lineopunctatus
- Paracheilinus mccoskeri
- Paracheilinus nursalim
- Paracheilinus octotaenia
- Paracheilinus piscilineatus
- Paracheilinus rennyae
- Paracheilinus rubricaudalis
- Paracheilinus togeanensis
- Paracheilinus walton